# Chilenoperla puerilis
Chilenoperla puerilis är en bäcksländeart som beskrevs av Joachim Illies 1963. Chilenoperla puerilis ingår i släktet Chilenoperla och familjen Gripopterygidae. Inga underarter finns listade i Catalogue of Life.